# Mastika
Mastika (znanstveno ime Pistacia lentiscus) je zimzelen grm ali nizko drevo iz družine rujevk, ki zraste do 4 m višine.
Izvorno je vrsta razširjena po sredozemskih obalah Francije, Italije, Španije, Grčije, Turčije, Sirije in Severne Afrike, pa tudi na Portugalskem ter Kanarskih otokih. Gojijo jo predvsem na grškem otoku Kios v Egejskem morju za pridobivanje aromatične smole, kot okrasno rastlino pa so jo vnesli tudi v Mehiko.

## Smola
Smola mastike (prav tako imenovana mastika) je močno aromatična snov ebenovinaste barve. Sprva je izloček mastike tekoč, na soncu pa se posuši in strdi v trdo, krhko in prozorno smolo. Ob žvečenju se zmehča v belo gumijasto snov, ki je uporabna kot žvečilni gumi.
Ena od sestavin te smole je mastikovo olje, bledo rumena tekočina (registrska številka CAS 61789-92-2), sestavljena večinoma iz monoterpenskih ogljikovodikov, med katerimi prevladujeta α- in β-pinen. Pridobivamo ga z destilacijo z vodno paro iz smole, občasno pa tudi neposredno iz listov in vej grma. Iz rastlinskega materiala olje ekstrahiramo s topili (oleoresin). Olje deluje antimikrobno, antiseptično, sprošča mišične krče, krči žile in tkivo, odvaja vodo, lajša izkašljevanje in poživlja. Uporablja se v zobozdravstvu in v proizvodnji loščil, kot dišavna komponenta v visokorazrednih kolonjskih vodah in parfumih ter v tradicionalni grški kuhinji kot začimba in dodatek prehrambenim izdelkom, posebno likerjem (npr. Ouzo).